# Ligne Gotemba
La ligne Gotemba (御殿場線, Gotemba-sen) est une ligne ferroviaire du réseau JR Central au Japon. Elle relie la gare de Kōzu dans la préfecture de Kanagawa à celle de Numazu dans la préfecture de Shizuoka.

## Histoire
À sa construction en 1889, l'actuelle ligne Gotemba était une partie de la ligne principale Tōkaidō reliant Tokyo à Osaka. En 1909, il fut décidé de construire une ligne plus directe entre Kōzu et Numazu. Cette portion a été terminée en 1934 et l'ancienne portion a alors été nommée ligne Gotemba. La ligne est électrifiée depuis 1968.

## Caractéristiques

### Ligne
- longueur : 60,2 km
- écartement des voies : 1 067 mm
- vitesse maximale : 110 km/h
- nombre de voies : voie unique

### Interconnexions
La ligne est interconnectée avec la ligne principale Tōkaidō à Numazu.
À Matsuda, la ligne Gotemba est interconnectée avec la ligne Odakyū Odawara, ce qui permet des services express Fujisan (anciennement Asagiri) entre la gare de Shinjuku et celle de Gotemba.

### Liste des gares
| Numéro | Gare             | Nom japonais | Distance depuis Kōzu (km) | Correspondances                                    | Ville     | Ville                  |
| ------ | ---------------- | ------------ | ------------------------- | -------------------------------------------------- | --------- | ---------------------- |
| CB00   | Kōzu             | 国府津       | 0                         | JR East : Tōkaidō                                  | Odawara   | Préfecture de Kanagawa |
| CB01   | Shimo-Soga       | 下曽我       | 3,8                       |                                                    | Odawara   | Préfecture de Kanagawa |
| CB02   | Kami-Ōi          | 上大井       | 6,5                       |                                                    | Ōi        | Préfecture de Kanagawa |
| CB03   | Sagami-Kaneko    | 相模金子     | 8,3                       |                                                    | Ōi        | Préfecture de Kanagawa |
| CB04   | Matsuda          | 松田         | 10,2                      | Odakyū : Odawara (à Shin-Matsuda) (interconnexion) | Matsuda   | Préfecture de Kanagawa |
| CB05   | Higashi-Yamakita | 東山北       | 13,1                      |                                                    | Yamakita  | Préfecture de Kanagawa |
| CB06   | Yamakita         | 山北         | 15,9                      |                                                    | Yamakita  | Préfecture de Kanagawa |
| CB07   | Yaga             | 谷峨         | 20,0                      |                                                    | Yamakita  | Préfecture de Kanagawa |
| CB08   | Suruga-Oyama     | 駿河小山     | 24,6                      |                                                    | Oyama     | Préfecture de Shizuoka |
| CB09   | Ashigara         | 足柄         | 28,9                      |                                                    | Oyama     | Préfecture de Shizuoka |
| CB10   | Gotemba          | 御殿場       | 35,5                      |                                                    | Gotenba   | Préfecture de Shizuoka |
| CB11   | Minami-Gotemba   | 南御殿場     | 38,2                      |                                                    | Gotenba   | Préfecture de Shizuoka |
| CB12   | Fujioka          | 富士岡       | 40,6                      |                                                    | Gotenba   | Préfecture de Shizuoka |
| CB13   | Iwanami          | 岩波         | 45,3                      |                                                    | Susono    | Préfecture de Shizuoka |
| CB14   | Susono           | 裾野         | 50,7                      |                                                    | Susono    | Préfecture de Shizuoka |
| CB15   | Nagaizumi-Nameri | 長泉なめり   | 53,5                      |                                                    | Nagaizumi | Préfecture de Shizuoka |
| CB16   | Shimo-Togari     | 下土狩       | 55,6                      |                                                    | Nagaizumi | Préfecture de Shizuoka |
| CB17   | Ōoka             | 大岡         | 57,8                      |                                                    | Numazu    | Préfecture de Shizuoka |
| CB18   | Numazu           | 沼津         | 60,2                      | JR Central : Tōkaidō (interconnexion)              | Numazu    | Préfecture de Shizuoka |

## Materiel roulant

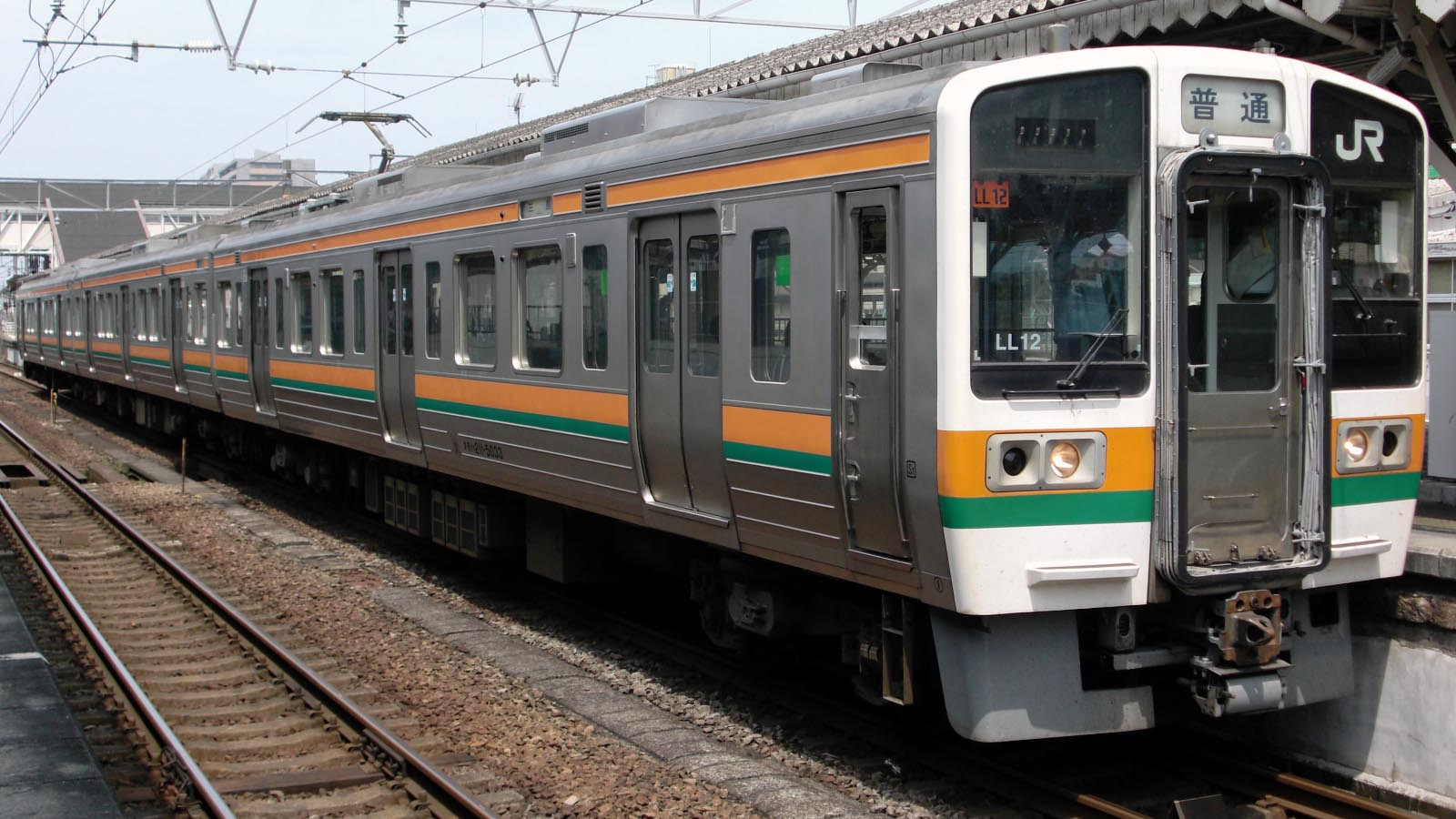
JR série 211
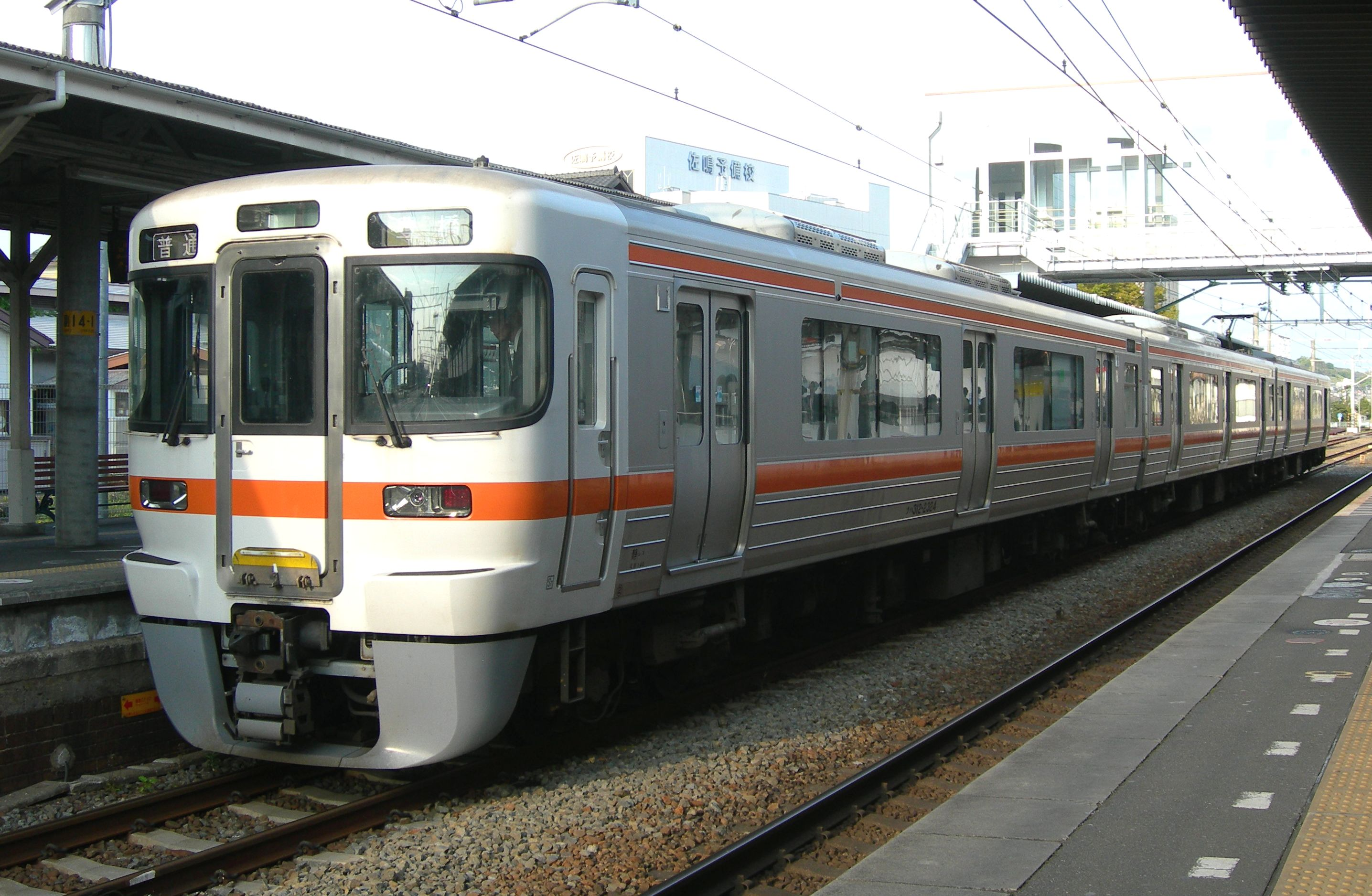
JR série 313
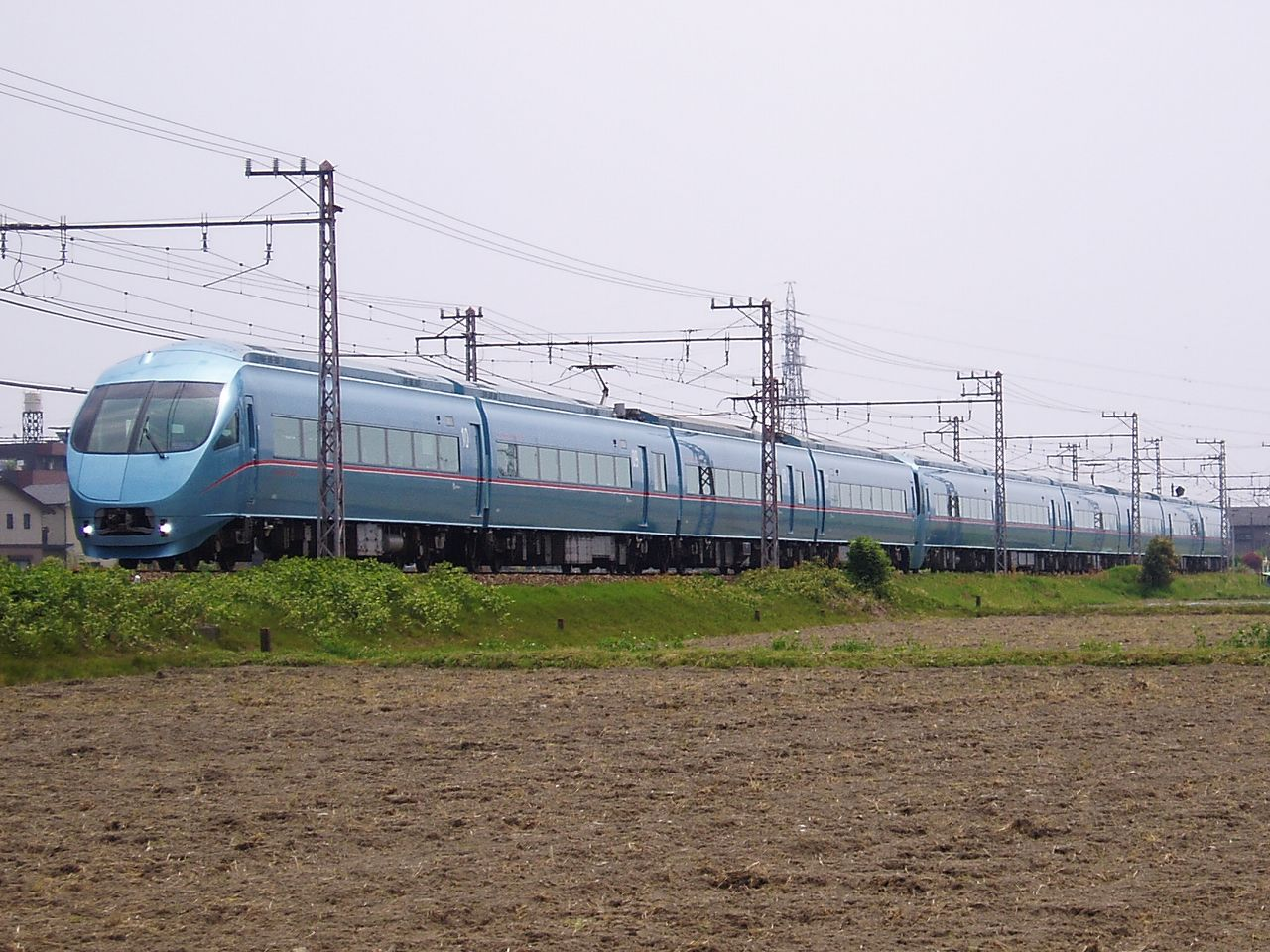
Odakyū série 60000 (services Fujisan)